# Distrito de Has
El distrito de Has (en albanés: Rrethi i Hasit) fue uno de los 36 distritos de Albania. Tenía 20.000 habitantes (2004) y una extensión de 374 km². Localizado al noreste del país, su capital era Krumë. Limitaba con Kosovo.
Rrethi i Hasit estaba compuesto de numerosas villas que son mejor conocidas por su ayuda en la Guerra de Kosovo de 1999 en contra de Yugoslavia (especialmente la villa de Vlahen).